# São Nicolau (Marco de Canaveses)
São Nicolau is een plaats (freguesia) in de Portugese gemeente Marco de Canaveses en telt 491 inwoners (2001).